# ČKD F-IV-H
Il ČKD F-IV-H era un carro armato leggero anfibio cecoslovacco, progettato alla fine degli anni trenta e rimasto allo stadio di prototipo. 

## Storia

### Sviluppo
Lo stato maggiore dell'esercito cecoslovacco, su specifiche del VTLÚ (Vojenský technický a letecký útvaril, "Istituto tecnico militare e aeronautico"), nell'ottobre 1936 assegnò a Škoda e Českomoravská-Kolben-Daněk lo sviluppo del primo carro armato anfibio cecoslovacco. Già nel gennaio 1937 quindi ČKD presentava al Ministero della Difesa due progetti alternativi, basati sui modelli P-IIa e P-IIb (derivati dal LT vz. 34 e realizzati per il programma poi vinto dalla Škoda con il proprio Š-IIa). Poiché nessuna delle due aziende aveva esperienza in veicoli anfibi e non potendo ricorrere all'assistenza sovietica (per motivi politici) o britannica (per valutazioni tecniche), il VTLÚ raccomando di ordinare dei prototipi ad entrambe. La ČKD, tra i due progetti proposti, a propria volta decise di sviluppare il secondo. Nel novembre 1937 il Ministero della Difesa stanziò 718.000 CSK per la costruzione dei due prototipi, da consegnare entro il 12 agosto 1938. I ritardi nello sviluppo comportarono successive proroghe del termine di consegna fino all'inizio del 1939. A gennaio, gli stabilimenti ČKD di Libeň annunciarono che il proprio prototipo era in condizioni di marcia. Dopo l'occupazione tedesca della Cecoslovacchia del marzo 1939 l'azienda, ridenominata Böhmisch-Mährische Maschinenfabrik AG (BMM AG), proseguì lo sviluppo grazie all'interesse del Heereswaffenamt per il progetto, che portò a novembre all'ordine per un secondo prototipo. Nello stesso mese l'azienda ricevette l'autorizzazione tedesca per offrire il mezzo sul mercato estero. Tuttavia non seguirono ordini, né tedeschi né stranieri e il progetto venne cancellato.  Del primo prototipo si persero le tracce, mentre il secondo venne inviato a Kummersdorf per essere testato. L'ultima traccia del veicolo risale all'inizio del 1943, quando vennero ordinati nuovi cingoli, cui seguì la cancellazione definitiva del programma. Stessa sorte era toccata al prototipo concorrente Škoda ŠOT, che risultò troppo pesante e poco maneggevole. 

### Esportazione
Alla fine del 1939, su autorizzazione tedesca, una versione denominata F-IV-HE venne offerta a Svezia, Persia e Paesi Bassi, quale mezzo veloce, manovriero sia in acqua che su terreno, di facile manutenzione. Di questi, solo il governo persiano si mostrò interessato e in aprile 1940 entrò in contatto con l'azienda tramite Berlino, ma non seguirono ordini. Infine il mezzo venne offerto all'Argentina, anche in questo caso senza successo.

## Tecnica
I due progetti presentati da ČKD prevedevano differenti motorizzazioni: motore convenzionale a a 6 cilindri raffreddato a acqua nel primo, erogante 95 hp a 2000 rpm; quadricilindrico raffreddato ad acqua da 100 hp a 2000 rpm nel secondo, che venne poi prescelto per la realizzazione del primo prototipo. Questo, denominato F-IV-H/I, era basato sullo scafo pesantemente modificato del LT vz. 34. L'equipaggio era costituito da tre membri: capocarro/cannoniere in torretta, nello scafo il pilota a destra, dotato di feritoia protetta da vetro antiproiettile, e operatore radio a sinistra. Il motore Praga F-IV, quadricilindrico raffreddato ad acqua ed erogante 120 hp a 2200 rpm, era accoppiato tramite trasmissione Praga-Wilson al treno di rotolamento, costituito da ruota motrice posteriore, ruota di rinvio anteriore, quattro grandi ruotini portanti e due ruotini reggicingolo. La propulsione in acqua era assicurata da due eliche posteriori, calettate sull'albero motore. L'armamento era costituito da una sola mitragliatrice ZB-53 calibro 7,92 × 57 mm Mauser in torretta. La corazzatura frontale raggiungeva i 14 mm, ridotti a 7 mm sulle piastre inferiori e superiori dello scafo. Il secondo prototitipo, F-IV-H/II, differiva per la forma della torretta, la cupola del capocarro rialzata, sistemi di raffreddamento e scappamento migliorati e casse di galleggiamento riprogettate. 